# Lalanne-Trie
Lalanne-Trie är en kommun i departementet Hautes-Pyrénées i regionen Occitanien i sydvästra Frankrike. Kommunen ligger i kantonen Trie-sur-Baïse som tillhör arrondissementet Tarbes. År 2022 hade Lalanne-Trie 118 invånare.

## Befolkningsutveckling
Antalet invånare i kommunen Lalanne-Trie
| Referens: INSEE |